# Cirrhicera panamensis
Cirrhicera panamensis är en skalbaggsart som beskrevs av Bates 1885. Cirrhicera panamensis ingår i släktet Cirrhicera och familjen långhorningar.
Artens utbredningsområde är:
- Costa Rica.
- Panama.

Inga underarter finns listade i Catalogue of Life.